# Miguel de Pablo
Miguel de Pablo del Castillo (Logroño, 1 de agosto de 2000) es un baloncestista español que juega como alero para el CB Clavijo de la Liga LEB Plata. Mide 1,86 metros.

## Trayectoria deportiva
Nacido en Logroño es un jugador formado en las categorías inferiores del CB San Ignacio.
En la temporada 2018-19, con apenas 18 años debutó con el CB Clavijo de la Liga LEB Plata.
El 1 de agosto de 2021, es renovado como jugador del CB Clavijo de la Liga LEB Plata.
El 3 de febrero de 2023, vuelve a renovar su contrato con el conjunto logronés por dos temporadas más una opcional.
En la temporada 2023-24, formaría parte de la plantilla del CB Clavijo en la Liga LEB Oro.